# John Flynn (Regisseur)
John Flynn (* 14. März 1932 in Chicago, Illinois; † 4. April 2007 in Pacific Palisades, Kalifornien) war ein US-amerikanischer Filmregisseur.
Flynn war ab 1962 bei mehreren Filmen als Regieassistent tätig, bevor er mit Der Sergeant 1968 seinen ersten eigenen Film inszenierte. Bis einschließlich 2001 folgten 15 weitere Filmproduktionen, wobei er  auch mit Schauspielern wie Steven Seagal und Sylvester Stallone drehte. Für Revolte in der Unterwelt (1973) verfasste er auch das Drehbuch.

## Filmographie (Auswahl)
- 1968: Der Sergeant (The Sergeant)
- 1972: Das zweite Kommando (The Jerusalem File)
- 1973: Revolte in der Unterwelt (The Outfit)
- 1977: Der Mann mit der Stahlkralle (Rolling Thunder)
- 1980: Die Schläger von Brooklyn (Defiance)
- 1980: Marilyn Monroe – Eine wahre Geschichte (Marilyn: The Untold Story) (TV, mit Jack Arnold)
- 1983: Lone Star (TV)
- 1983: Touched
- 1987: Bestseller (Best Seller)
- 1989: Lock Up – Überleben ist alles (Lock Up)
- 1991: Deadly Revenge – Das Brooklyn-Massaker (Out for Justice)
- 1992: Ein Cop sieht rot (Nails) (TV)
- 1993: Miami Affairs (Scam) (TV)
- 1994: Brainscan
- 1999: Born To Kill – Tödliche Erinnerungen (Absence of the Good) (TV)
- 2001: Protection – Hetzjagd durch die Nacht (Protection)